# Patrick Ness
Patrick Ness (Fort Belvoir, Virgínia, Estats Units, 17 d'octubre de 1971) és un escriptor, periodista i conferenciant estatunidenc que es va traslladar a Londres als 28 anys i compta amb la doble nacionalitat britànica i estatunidenca. Se'l coneix pels seus llibres per a joves, especialment per la seva trilogia «Chaos Walking» i la seva novel·la Un monstre em ve a veure.
Ness va guanyar el premi anual Medalla Carnegie dels bibliotecaris britànics tant en 2011 i en 2012, per D'homes a monstres i Un monstre em ve a veure, per considerar a cadascun d'ells com el millor nou llibre publicat a Gran Bretanya per a nens o joves És un dels set escriptors que han guanyat dues Medalles Carnegie (ningú ha guanyat tres) i el segon que les guanya consecutivament.

## Biografia i treballs
Patrick Ness va néixer als Estats Units, prop de la base de l'exèrcit de Fort Belvoir al costat de Alexandria, Virgínia, on el seu pare era tinent de l'Exèrcit dels Estats Units. Es va traslladar a Hawaii, on va viure fins als sis anys. Va passar els següents deu anys en l'estat de Washington, abans de mudar-se a Los Angeles. Ness va estudiar Literatura Anglesa a la Universitat del Sud de Califòrnia.
Després de graduar-se, va treballar com a escriptor corporatiu per a una companyia de cable. Va publicar el seu primer conte a la revista Genre en 1997 i estava escrivint la seva primera novel·la quan es va traslladar a Londres en 1999.
Ness es va nacionalitzar britànic en 2005. Va formalitzar una unió de fet amb la seva parella en 2006, menys de dos mesos després de l'entrada en vigor de la Llei de Parelles de fet. L'agost de 2013, Ness i la seva parella es van casar després de la legalització dels matrimonis del mateix sexe a Califòrnia.
Ness va fer classes d'escriptura creativa en la Universitat d'Oxford i ha escrit i revisat per a The Daily Telegraph, The Times Literary Supplement, The Sunday Telegraph i The Guardian. Ha estat Soci del Royal Literary Fund i va ser el primer escriptor resident de Booktrust.
Walker Books ha publicat les dues novel·les adultes i les vuit juvenils de Ness fins avui. Segons va dir en una entrevista, «va donar un gir cap a la ficció per a nens després d'adonar-se que el món és un lloc on és impossible fugir de l'excés d'informació, pensant que això li faria bé als adolescents».
La primera novel·la de Ness, The Crash of Hennington, va ser publicada en 2003, seguida poc temps després per Topics About Which I Know Nothing, una col·lecció de contes publicada el 2004.
El primer llibre juvenil que va publicar fou The Knife of Never Letting Go, i va guanyar el Guardian Children's Fiction Prize, un premi jutjat per un grup d'escriptors britànics de llibres infantils. The Ask and the Answer i Monsters of Men són seqüeles de The Knife of Never Letting Go; junts formen la trilogia «Chaos Walking». Ness també va publicar tres contes en l'univers de «Chaos Walking»: The New World (la preqüela), The Wide, Wide Sea i Snowscape, que transcorre després dels esdeveniments de Monsters of Men. Els contes estan disponibles per a la seva descàrrega gratuïta com e-books, i han estat inclosos en les edicions impreses de 2013 al Regne Unit.
A Monster Calls (2011) va tenir el seu origen en Siobhán Dowd, una altra escriptora que treballava amb el mateix editor de Walker Books, Denise Johnstone-Burt. Abans de la seva mort a l'agost de 2007, Dowd i Johnstone-Burt havia parlat de la història i contractat a Dowd per a escriure-la. Després, Walker va acordar per separat amb Ness l'escriptura del llibre i amb Jim Kay la il·lustració del mateix i tots dos van fer la seva part sense arribar a conèixer-se. Ness va guanyar el Carnegie i Kay va guanyar el premi a la il·lustració Kate Greenaway Medal (establert en 1955 i paral·lel al Carnegie) Va ser el primer llibre a guanyar totes dues medalles.
El seu següent llibre es va publicar el 5 de setembre de 2013 amb el títol More than this. More than this fue nominado para la Medalla Carnegie de 2015.
The Crane Wife, lla tercera i més recent novel·la per a adults de Ness, es va llançar el 30 de desembre de 2014.
En 2014, Ness va donar el discurs d'obertura en la secció de Literatura Infantil i Juvenil Internacional del Festival Internacional de Literatura de Berlín. Va anunciar que estava treballant en un nou llibre anomenat The Rest of Us Just Live Here que va ser publicat a l'agost de 2015.
L'1 d'octubre de 2015, la BBC va anunciar que Ness seria l'escriptor d'un spin-off de Doctor Who anomenat Class, una sèrie de vuit parts que es va emetre al canal de la BBC a la fi de 2016. En 2017, Ness va anunciar que deixaria la sèrie, al que temps després la BBC acabaria cancel·lant-la.
Aquest mateix any va publicar Release, novel·la que ell mateix va sobrenomenar com a privada i intensa i que té més inspiració personal que mai. En ella va aconseguir plasmar el que pretenia: mostrar l'adolescència en estat pur.
Ja en 2018, Ness va publicar el seu vuitè llibre juvenil i el seu segon il·lustrat, que va portar el títol And the Ocean Was Our Sky. La història es tracta possiblement de la més fantàstica de l'autor, i va sorgir a partir de la pregunta «Què passaria si Moby Dick fos narrat per la balena?».

## Premis
The Knife of Never Letting Go va guanyar nombrosos premis que inclouen el Booktrust Teenage Prize, el Guardian Children's Fiction Prize, i el Tiptree Award el 2008. Fou nominat per a la Medalla Carnegie. The Ask and the Answer va guanyar en 2009 el Premi Costa Book en la categoria de llibre infantil. També va ser nominat per a la Medalla Carnegie. Monsters of Men va guanyar el CILIP de la Medalla Carnegie i fou nominat el 2011 al Premi Arthur C. Clarke.
A més, va ser nominat al Premi Goya 2017 al millor guió adaptat per la pel·lícula sobre la seva pròpia novel·la: A Monster Calls (Un monstre em ve a veure).

### Novel·les
- The Crash of Hennington (2003)
- The Crane Wife (2013)

### Novel·les juvenils
- Sèrie Chaos Walking:
- # The Knife of Never Letting Go (2008)
- # The Question and the Answer (2009)
- # Monsters of Men (2010)
  - Contes:
1.5. "The New World" (2009)
2.5. "The Wide, Wide Sea" (2013)
3.5. "Snowscape" (2013)
- Un monstre em ve a veure (A Monster Calls) (2011), idea original de Siobhán Dowd
- More Than This (2013)
- The Rest of Us Just Live Here (2015)
- Release (2017)
- And the Ocean Was Our Sky (2018)

### Contes
Col·leccions:
- Topics About Which I Know Nothing (2004), col·lecció de 11 contes:
"Implied Violence", "The Way All Trends Do", "Ponce de Leon is a Retired Married Couple From Toronto", "Jesus' Elbows and Other Christian Urban Myths", "Quis Custodiet Ipsos Custodes?", "Sydney is a City of Jaywalkers", "2,115 Opportunities", "The Motivations of Sally Rae Wentworth, Amazon", "The Seventh International Military War Games Dance Committee Quadrennial Competition and Jamboree", "The Gifted", "Now That You've Died"

No publicats en col·leccions:
- "Different for Boys", inclòs a Losing it (2010)
- Sèrie Doctor Who 50th Anniversary E-Shorts:
  - 5. "Doctor Who: Tip of the Tongue" (2013)
- "This Whole Demoning Thing", incòs a Monstrous Affections: An Anthology of Beastly Tales, ed. Kelly Link y Gavin J. Grant (2014)

## Filmografia
| Any  | Títol                    | Acreditat com | Acreditat com      | Notes                                                     | Ref.   |
| Any  | Títol                    | Escriptor     | Productor executiu | Notes                                                     | Ref.   |
| ---- | ------------------------ | ------------- | ------------------ | --------------------------------------------------------- | ------ |
| 2016 | Un monstre em ve a veure | Sí            | Sí                 | Basada en la seva novel·la Un monstre em ve a veure.      | [ 24 ] |
| 2016 | Class                    | Sí            | Sí                 | Spin-off de Doctor Who. Creador; escriptor (8 episodis).  | [ 18 ] |
| 2019 | Chaos Walking            | Sí            |                    | Basada en la seva novel·la The Knife of Never Letting Go. |        |